# Knockin’ on Heaven’s Door
«Knockin’ on Heaven’s Door» (с англ. — «Постучать в небесную дверь», иносказательно — «Быть на пороге смерти») — песня Боба Дилана, написанная для саундтрека к фильму «Пэт Гэрретт и Билли Кид». Со временем она была признана классической в творчестве музыканта. Музыка оформлена в виде госпела.
Широкую известность «Knockin’ on Heaven’s Door» получила благодаря своим кавер-версиям, одна из которых, исполненная немецкой группой Selig, звучит в фильме «Достучаться до небес» 1997 года.
Название песни было использовано в заголовке японского анимационного фильма «Ковбой Бибоп: Фильм» (2001); кроме того, Боб Дилан стал прообразом при создании внешности главного антагониста фильма.

## Кавер-версии
Версии «Knockin’ on Heaven’s Door» исполняли такие известные группы и музыканты, как Эрик Клэптон, Боб Марли, Grateful Dead, Брайан Ферри, Guns N’ Roses, Роджер Уотерс, U2, Арета Франклин, Уоррен Зивон, Рэнди Кроуфорд, Selig, Аврил Лавин, Bon Jovi, Antony and the Johnsons, The Sisters of Mercy, Nazareth, Leningrad Cowboys, Cat Power, Daniel Lioneye (сайд-проект группы HIM), Монгол Шуудан («Положи меня в кровать»), Tracy Chapman, Хелависа, RAIGN, Kerry Ellis & Brian May.

### Guns N’ Roses
С 1987 года группа стала исполнять песню на концертах. Концертная версия первоначально была выпущена на макси-сингле «Welcome to the Jungle» (в том же году). Студийная версия была записана в 1990 году для фильма «Дни грома», с небольшими изменениями этот вариант вошёл в альбом Use Your Illusion II. Песню в исполнении Guns N’ Roses в целом достаточно тепло встретили и музыкальные критики, и фанаты творчества Боба Дилана. Кавер-версия вошла в сборник хитов группы и регулярно исполняется на концертах.

### U2
Ирландская группа U2 неоднократно исполняла «Knockin’ on Heaven’s Door» на своих концертах. В 2010 году на концерте в Москве U2 играли песню совместно с лидером ДДТ Юрием Шевчуком.

## Появление в фильмах
| Фильм/Сериал                                          | Год       | Исполнитель                                                  |
| ----------------------------------------------------- | --------- | ------------------------------------------------------------ |
| Пэт Гэрретт и Билли Кид                               | 1973      | Боб Дилан                                                    |
| Renaldo & Clara                                       | 1978      | Bob Dylan & Roger McGuinn                                    |
| Cha Cha                                               | 1979      | Nina Hagen                                                   |
| Смертельное оружие 2                                  | 1989      | Рэнди Кроуфорд, Эрик Клэптон и Дэвид Сэнборн                 |
| Дни грома                                             | 1990      | Guns N' Roses                                                |
| Shake, Rattle & Roll II, новелла «Aswang»             | 1990      | Guns N’ Roses                                                |
| Кайф                                                  | 1991      | Боб Дилан                                                    |
| Total Balalaika Show                                  | 1994      | Leningrad Cowboys и ансамбль песни и пляски им. Александрова |
| Луговые собачки                                       | 1997      | Боб Дилан                                                    |
| The Dybbuk of the Holy Apple Field                    | 1997      | Роджер Уотерс                                                |
| Достучаться до небес                                  | 1997      | Selig                                                        |
| Порыв ветра                                           | 2004      | Youme                                                        |
| Будь круче!                                           | 2005      | Боб Дилан                                                    |
| Лас-Вегас                                             | 2005      | Боб Дилан                                                    |
| Клиент всегда мёртв                                   | 2005      | Боб Дилан                                                    |
| Скорая помощь                                         | 2006      | Scoob Serious                                                |
| Salvador (Puig Antich)                                | 2006      | Боб Дилан                                                    |
| Меня там нет                                          | 2007      | Antony & the Johnsons                                        |
| Сверхъестественное, эпизод 35, «Небеса обетованные»   | 2007      | Боб Дилан                                                    |
| Детектив Раш, эпизод 84 Blood on the Tracks           | 2007      | Боб Дилан                                                    |
| Большая любовь                                        | 2007      | Боб Дилан                                                    |
| Меня зовут Эрл                                        | 2008      | Боб Дилан                                                    |
| Come Dio comanda                                      | 2008      | Antony & the Johnsons                                        |
| Heaven’s Door                                         | 2009      | Angela Aki                                                   |
| Сверхъестественное, эпизод 98 «Обратная сторона Луны» | 2010      | Боб Дилан                                                    |
| Одиночка                                              | 2013      | Боб Дилан                                                    |
| Сотня, эпизод 2x16 «Кровь за кровь: часть 2»          | 2015      | RAIGN                                                        |
| Восьмое чувство                                       | 2015      | Antony and the Johnsons                                      |
| Люцифер, эпизод 9 «Священник заходит в бар»           | 2016      |                                                              |
| NCIS: Лос-Анджелес, 8х16 «Старые трюки»               | 2017      | The Jenerators                                               |
| Кухня, эпизод 68                                      | 2016      | Боб Дилан                                                    |
| «100» или «Со́тня» (телесериал) / The 100              | 2014-2020 | RAIGN                                                        |
| Heretic                                               | 2024      | Sophie Thatcher                                              |